# Jaskinia nad Mostkiem Wyżnia
Jaskinia nad Mostkiem Wyżnia – jaskinia w zachodnim zboczu Doliny Kościeliskiej w Tatrach Zachodnich. Wejście do niej znajduje się w Żlebie nad Mostkiem (żleb przy pierwszym mostku za Bramą Kraszewskiego), powyżej Jaskini nad Mostkiem Niżniej, a poniżej Szczeliny nad Mostkiem, na wysokości 1105 metrów n.p.m. Długość jaskini wynosi 25 metrów, a jej deniwelacja 8,5 metra.

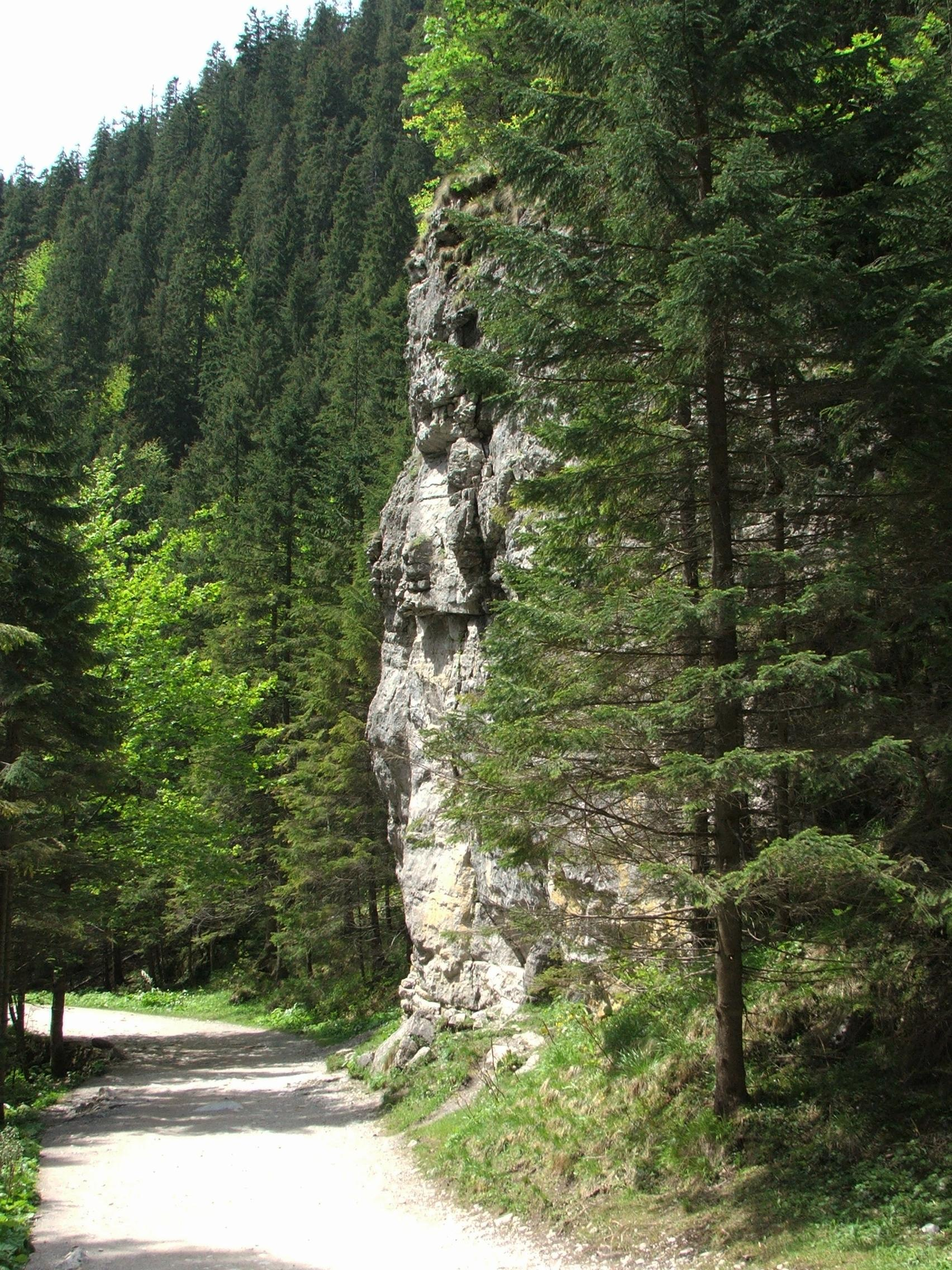
Brama Kraszewskiego

## Opis jaskini
Jaskinia składa się z dwóch części:
- nyży przy otworze głębokiej na 5 metrów i kilkanaście metrów szerokiej.
- ciasnego ciągu, który zaczyna się w przedsionku jaskini i prowadzi do góry, przez pochylnię, do dwóch studzienek, których dno znajduje się w stropie przedsionka[3].

## Przyroda
Roślinność występuje tylko w przedsionku. Są to przede wszystkim paprocie, mchy i porosty.

## Historia odkryć
Jaskinia była znana od dawna. Stefan Zwoliński, E. Winiarski i W. Habil badali ją na początku lat 50. XX wieku. Jednak dopiero Z. Wójcik po raz pierwszy wymienił ją w publikacji w 1966 roku.